# Ismaʾil Ibn Sebüktigin
Ismaʾil Ibn Sebüktigin – władca z dynastii Ghaznawidów, panujący od sierpnia 997 do marca 998 roku.
Był jednym z młodszych synów Sebüktigina, ze związku z córką jego dawnego właściciela, Alptigina. Ojciec przed śmiercią ustanowił go swoim następcą w Balchu i Ghaznie, czyli stolicy państwa. Powody dla których wybrał on jego, a nie starszego i bardziej doświadczonego Mahmuda, który był gubernatorem Chorasanu, są niejasne. Po śmierci Sebüktigina w sierpniu 997 roku Ismaʾil szybko uzyskał potwierdzenie swojej władzy zarówno od Samanidów jak i kalifa, jednak Mahmud nie pogodził się z zaistniałą sytuacją. Wykorzystując poparcie swojego brata, Abu al-Muzaffara Nasira, gubernatora Bustu, i wuja Bograczuka z Heratu, pomaszerował na Ghaznę i w marcu 998 roku pokonał Ismaʾila pod murami miasta. W ten sposób zakończyło się siedmiomiesięczne panowanie Ismaʾila. Resztę życia spędził on w areszcie w Guzganie pod nadzorem miejscowej dynastii Farigynidów, wasalów Ghazny. Miał on być człowiekiem zainteresowanym kulturą i wykształconym.